# Linochilus rosmarinifolius
El romero de páramo o güesgüin (Linochilus rosmarinifolius) es una especie de árbol de la familia Asteraceae, endémica de la Cordillera Oriental,  de los Andes de Colombia, que se encuentra entre los 2600 y los 3500 m de altitud.

## Descripción
Alcanza entre 1 y 10 m de altura dependiendo del tipo de suelo sobre el cual crece. El tronco tiene 40 cm de diámetro. Hojas lineares de 1 a 3,5 cm de longitud por 0,10 a 0,15 cm de anchura, sésiles, pátulas, márgenes revolutas, glabras, diminutamente punteado-glandulosas y un poco viscosas por la haz, densamente cubiertas por pelos lanosos flojos por el envés; nervio medio aparente por la haz, prominente por el envés.
Inflorescencias paniculadas, subcorimbosas, casi siempre sobrepasando las hojas, pedicelos de 3 a 10 mm de largo, capítulos de 10 mm, involuto de 5 a 7 mm de altura, fílarias paleáceas, verdoso-pajizas o parduscas, más pálidas en  el dorso. Flores femeninas 6 a 13; corola blanca de 5 a 8 mm de longitud,g labra, porción laminar linear de 3 a 4 mm de largo por 0,7 mm de ancho, ovario glabro.
Flores hermafroditas 5 a 15, corola de 4,2 a 6 mm de longitud, túbulo pubérulo, limbo amarillento, lóbulos lineares, estilo engrosado apicalmente, emarginado y papiloso-pilósulo, ovario linear, estéril, con 2,5 mm de longitud, generalmente glabro, vilanos pajizos de 5 mm. Sus flores producen un perfume muy agradable, por lo que son atractivas para una gran variedad de insectos. Una vez polinizadas, se desarrollan los frutos, que vienen provistos de pequeños "paracaídas", para ser llevados lejos por el viento.

## Usos
La medicina tradicional le atribuye al cocimiento de las hojas propiedades para aliviar las enfermedades hepáticas.